# Océano Janty
El océano Janty fue un antiguo y pequeño océano que existió desde el final del Precámbrico hasta el Silúrico.El océano lleva el nombre de dos pueblos indígenas de Siberia ( Khanty y Mansi). Se localizaba entre Báltica y Siberia, limitando con los océanos de Panthalassa al norte, Proto-Tetis al noreste y con el Paleo-Tetis al sur y este. El océano se formó cuando el supercontinente de Proto-Laurasia, poco después de la disolución de Pannotia (hace unos 600 millones de años), se fragmentó  y creó tres continentes separados, Laurentia, Báltica, y Siberia. El océano Janty se situaba entre Siberia y Báltica. En la misma época se formó el océano Iapetus, hermano del Janty, entre Laurentia y Báltica. El océano Janty se cerró cuando un arco insular denominado Arco Sakmarian colisionó con Báltica. En el extremo noreste del arco se formó un nuevo océano, el océano Ural.